# Société linnéenne de Seine-Maritime
La Société Linnéenne de la Seine Maritime est une société savante centrée sur la paléontologie, la botanique, la mycologie et la zoologie. Elle a pris son nom en hommage à Carl von Linné, grand naturaliste suédois de renommée mondiale considéré comme le père de la botanique moderne au XVIIIe siècle.

## Historique
Fondée le 21 février 1913 au Havre par Raoul Mail, naturaliste et herboriste réputé.
Durant la Première Guerre mondiale, la Société linnéenne a vu l'effectif de ses adhérents augmenter, car les membres mobilisés sur les champs de bataille restaient en contact avec les dirigeants et envoyaient régulièrement par la poste des plantes, des minéraux, des insectes,... récoltés près des lieux des combats.
La Société linnéenne s'est éteinte durant la Seconde Guerre mondiale avec l'interdiction de se rassembler, les difficultés de publier et la dispersion ou le décès de ses membres. Aucun bulletin mensuel ne fut publié après 1939. L’édition a repris timidement en 1976 avec seulement trois bulletins annuels publiés (1976, 1977 et 1978).
La Société Linnéenne de la Seine Maritime a compté plus de 450 membres à son apogée.
Aujourd'hui la Société Linnéenne de la Seine Maritime reste très active, notamment en botanique et en mycologie.